# Leobendorf (Laufen)
Leobendorf war bis zur Eingemeindung am 1. Mai 1978 nach Laufen eine eigene Gemeinde im Landkreis Berchtesgadener Land, in Bayern.

Das ehemalige Gemeindegebiet auf einer Karte aus dem Jahr 1879.
(Original und Bearbeitung Stadtarchiv Laufen)

## Gliederung der ehemaligen Gemeinde
Orte der ehemaligen Gemeinde waren Leobendorf und die umliegenden Dörfer und Weiler: Au, Au bei Stögen, Baumgartenöd, Berg, Biburg, Bubenberg, Dammhäusl, Dorfen, Ehemoosen, Emmering, Erlach, Esing, Friedlreut, Froschham, Geisbach, Haarmoos, Hagmühl, Haiden, Harpfetsham, Hasenhaus, Höfen, Hötzling, Hungerberg, Kafling, Knall, Kulbing, Lebenau Forstgarten, Letten, Oed im Moos, Osing, Pfaffing, Röderberg, Rudholzen, Schnapping, Schrankbaum, Seeleiten, Steinbachl, Stockham, Stögen, Straß und Streitwies.

## Geschichte
Bodenfunde lassen darauf schließen, dass das ehemalige Gemeindegebiet schon früh besiedelt war. Im Uferbereich des Abtsdorfer Sees, südlich von Leobendorf, wurden drei Kupferbeile aus dem 3. Jahrtausend vor Christus und in Biburg ein Depot spangenförmiger Kupferbarren gefunden. Aus der Hallstattzeit ist ein Hügelgrab des 7.–6. Jh. v. Chr. bei Letten nachgewiesen, bei Kulbing eine Villa rustica aus römischer Zeit.
In Mittelalter und Neuzeit war der Ort landwirtschaftlich geprägt. Eine Siedlung an der Stelle des heutigen Dorfes Leobendorf lässt sich durch den Fund bajuwarischer Reihengräber nachweisen. Die Grenze zwischen den Gerichten Laufen und Tittmoning lief seit 1578 durch das Dorf Leobendorf. Bis 1803 gehörte Leobendorf wie der ganze Rupertiwinkel zum Erzstift Salzburg, ab 1810 zum Königreich Bayern. 
Im 20. Jahrhundert gab es Gebietsabtretungen an die Stadt Laufen: 1904 Sperlhof (heute etwa Kohlhaasstr. 5) und Roßeck (heute etwa Kreuzung Von-Brandl-Str. / Sudetenstr.), 1923 Arbisbichl.
1972 wurde der Landkreis Laufen aufgelöst und die selbstständige Gemeinde Leobendorf kam zum neuen Landkreis Berchtesgadener Land.
Am 1. Januar 1977 wurde das im Westen gelegene unbewohnte gemeindefreie Gebiet Wiedmais mit einer Fläche von 187,23 ha aufgelöst und nach Leobendorf eingegliedert.  Am 1. Mai 1978 erfolgte die Eingemeindung von Leobendorf in die Stadt Laufen.

## Kirche
Der erste Vorgängerbau der heutigen Kirche St. Oswald in Leobendorf wurde 1347 erwähnt, dürfte jedoch älter sein. 1866 folgte ein Neubau unter Einbeziehung des spätgotischen Ostchors als Seitenkapelle. 1902 wurde die Sakristei neu erbaut, 1913 die Kirche nach Norden erweitert.